# کاژیمیش کمیچیک
کاژیمیش کمیچیک (لهستانی: Kazimierz Kmiecik؛ ‏ تلفظ لهستانی: [kaˈʑimjɛʂ]؛ ‏ زادهٔ ۱۹ سپتامبر ۱۹۵۱) بازیکن فوتبال اهل لهستان بود.
از باشگاه‌هایی که در آن بازی کرده‌است می‌توان به باشگاه فوتبال ویسوا کراکوف، باشگاه فوتبال لاریسا، و باشگاه فوتبال رویال شارلوا اشاره کرد.
وی در مسابقات کشوری و بین‌المللی در مجموع برندهٔ ۱ مدال طلا، ۱ مدال نقره شده‌است.